# Mistrovství Evropy v zápasu ve volném stylu 1975
Mistrovství Evropy v zápasu ve volném stylu mužů proběhl v Ludwigshafenu (Západní Německo).  

## Muži
| Kategorie | Zlato               | Stříbro          | Bronz                |
| --------- | ------------------- | ---------------- | -------------------- |
| 48 kg     | Chasan Isajev       | Jürgen Möbius    | Fiodor Baumbach      |
| 52 kg     | Arsen Alachverdijev | Ali Rıza Alan    | Władysław Stecyk     |
| 57 kg     | Vladimir Jumin      | Micho Dukov      | Zbigniew Żedzicki    |
| 62 kg     | Ivan Jankov         | Helmut Strumpf   | Zagalav Abdulbekov   |
| 68 kg     | Ijaku Gaidarbekov   | Mehmet Sarı      | Gerhard Weisenberger |
| 74 kg     | Pavel Pinigin       | Dan Karabin      | Servet Aydemir       |
| 82 kg     | Ismail Abilov       | Vasile Iorga     | Günter Spindler      |
| 90 kg     | Horst Stottmeister  | Paweł Kurczewski | Piotr Surikov        |
| 100 kg    | Ivan Jarygin        | Harald Büttner   | Dimo Kostov          |
| +100 kg   | Soslan Andijev      | József Balla     | Ladislau Şimon       |